# Golden Sharks Mechelen
Cold Play Golden Sharks Mechelen is een Belgische ijshockeyclub uit Mechelen.

## Historiek
De club werd opgericht op 31 maart 2010 en treedt sinds het seizoen 2018-'19 aan in de BeNe-league. De wedstrijden worden gespeeld in het Ice Skating Center Mechelen.